# موزه هنر مالمو

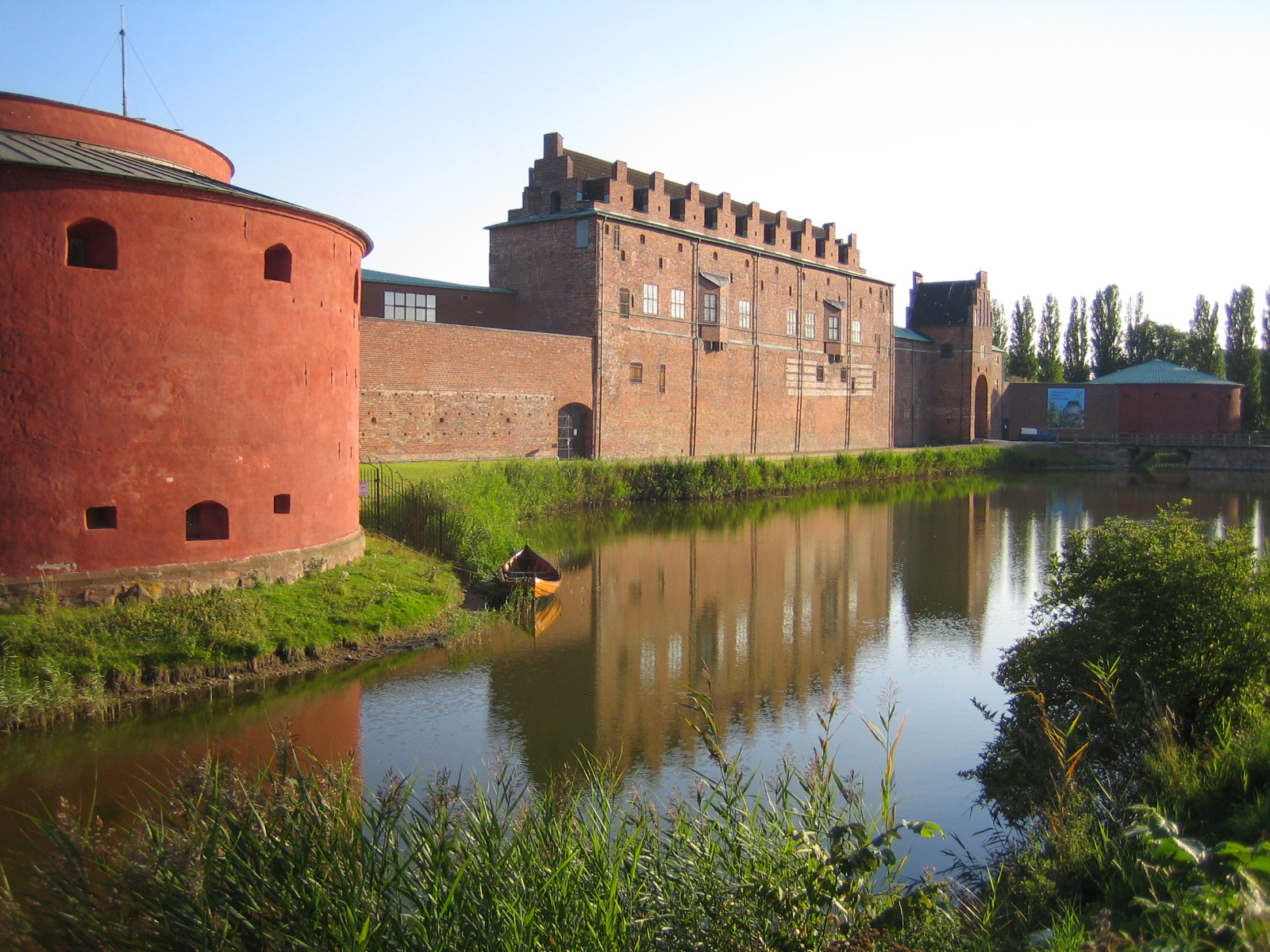
قلعه قرون وسطایی واقع در شهر مالمو است که امروزه موزه‌ها در آن قرار دارند و قبل از آن از این ساختمان چندین سال به عنوان زندان استفاده می‌شده‌است.

موزه هنر مالمو (انگلیسی: Malmö Art Museum) در سال ۱۸۴۱ تأسیس شد و یکی از پیش‌روترین آثار هنری کشورهای اسکاندیناوی را در خود دارد. ساختمان این موزه در سال ۱۹۳۷ بناشد و در مجموعه قصر مالمو به نام اسکونه در جنوب سوئد در بخش مالمو واقع است.

## کلکسیون
این موزه محل استقرار کلکسیونی نفیس از هنر مدرن معاصر کشورهای نوردیک است و در برگیرنده ۴۰۰۰۰ اثر تاریخی مربوط به قرن شانزدهم میلادی است.
به عنوان مثال یکی از آثار اهدایی برجسته، کلکسیون آثار کارل فردریک هیل (۱۸۴۹–۱۹۱۱) است. از دیگر آثار نفیس اهدایی هنر مدرن اسکاندیناوی در قرن بیستم، کلکسیون آثار اهدایی هرمت گدارت است. همچنین در این موزه آثار منحصر به فردی از نقاشان روس است که به آثار نمایشی بالتیک موسوم است و به مالمو در ۱۹۱۴ وارد شد. علاوه بر این مجموعه‌ای از مبلمان و صنایع دستی است که عمدتاً ساخته جنوب سوئد است.

## نمایشگاه‌ها
نمایشگاه دائمی آثار نقاشی از ۱۵۰۰ میلادی تا کنون، نمایشی تاریخی از پیشرفت و تنوع هنری سوئد و شمال اروپا را به نمایش می‌گذارد.